# Telescope Peak
Telescope Peak är en bergstopp i Antarktis. Den ligger i Östantarktis. Nya Zeeland gör anspråk på området. Toppen på Telescope Peak är 1 270 meter över havet.
Terrängen runt Telescope Peak är varierad. Trakten är obefolkad. Det finns inga samhällen i närheten. 